# Copiphana lunaki
Copiphana lunaki är en fjärilsart som beskrevs av Charles Boursin 1940. Copiphana lunaki ingår i släktet Copiphana och familjen nattflyn. Inga underarter finns listade i Catalogue of Life.